# ادیاسا
ادیاسا (انگلیسی: Adhyāsa)، از فعل «ادیا» (adhyā) یعنی چیزی را بر چیزی نهادن، و مفهوم کلی آن اضافه کردن یا برنهادن غیر واقعیت به واقعیت است. برنهادن یعنی ظهور چیزی به صورت خاطره که قبلاً در محلی دیگر ادراک شده‌است.

## مایا
در داستان آفرینش، مایا به عنوان توهم جهانی، با پراکریتی، هیولای اولی همسان است، اما در پوراناها با افسانه‌های خلقت یکی می‌شود و از مایای ویشنو نیز سخن می‌رود. در مکتب ویدانته ادویته،  مایا توهمی جهانی است که ازطریق برنهش مجازی (adhyāsa) بر ذات، معادلهٔ «برهمن - آتمن» عمل می‌کند و در سطح فردی، به صورت اَویدیا (avidya)، ناآگاهی و نادانی (ajnana) ظاهر می‌شود

## ادراک
شانکارا در آغاز تفسیر «براهما سوترا» مفهوم «ادیاسا» را بیان می‌کند: 
بدیهی است که واقعیت‌های عینی و ذهنی که قلمرو ادراک آنان منسوب به مفهوم «من» (asmad) و «تو» (yusmad) است در ماهیت اصلی خود (svabhava) نه تنها چون روز و شب متناقض اند و قابل تطابق نیستند بلکه خصائص و صفات این واقعیت‌های عینی و ذهنی نیز به همان سان غیرقابل تطبیق هستند. پس (ityato) برنهادن (Adhyāsa) قلمرو ادراک «تو» یعنی عالم عینی و خصائص و صفات آن بر واقعیت ذهنی که قلمرو ادراک آن مفهوم «من» بوده و ضمیر آن دانائی است خطا است، و عکس آن یعنی برنهادن واقعیت ذهنی (visayinah) و ضمائم آن بر عالم عینی (visaye) نیز به همان اندازه خطا است.

## همچنین ببینید
- https://books.google.com/books/about/Tales_of_Power.html?id=jiUZLptkQmwC